# Wolney Queiroz
Wolney Queiroz Maciel (Caruaru, 12 de dezembro de 1972) é um empresário e político brasileiro, filiado ao Partido Democrático Trabalhista (PDT) e atual ministro da Previdência Social do Brasil. Anteriormente, foi deputado federal por Pernambuco, tendo exercido cinco mandatos, de 1995 a 1999 e de 2007 a 2023. Exerceu o cargo de secretário-executivo do Ministério da Previdência Social de 2023 até sua nomeação como titular da pasta, em 2025.
É filho do também político Zé Queiroz.

## Biografia
Nascido em Caruaru, cidade do interior do Pernambuco, foi vereador e presidente da Câmara dos Vereadores em sua cidade natal e exerceu por seis vezes o mandato de deputado federal, tendo sido presidente da Comissão de Trabalho, Administração e Serviço Público, líder do PDT na Câmara dos Deputados por duas vezes e líder da oposição ao governo Bolsonaro. Tem uma trajetória marcada pela coerência política e partidária, tendo sempre sido filiado ao mesmo partido, se destacando em questões nacionais como em sua posição contrária ao impeachment da presidente Dilma Rousseff e à reforma trabalhista do governo Temer.

### Filiação ao PDT
Filiou-se ao Partido Democrático Trabalhista (PDT), em 1992, e posteriormente foi eleito vereador do município em 1992, onde tornou-se 1.º vice-presidente da Câmara Municipal de Caruaru. Renunciou ao mandato de vereador para assumir o cargo de deputado federal, em 1995, onde foi vice-líder do PDT entre 1995 e 1996.
Na legislatura seguinte não conseguiu se reeleger, porém assumiu como suplente o cargo de deputado federal entre 2001 e 2002. Em 2006 se elegeu novamente para o cargo se reelegendo em 2011 e 2015.
Em 17 de abril de 2016, votou contra a abertura do processo de impeachment de Dilma Rousseff.

### Oposição aos governos Temer e Bolsonaro
Já durante o Governo de Michel Temer, votou contra a Emenda Constitucional do Teto dos Gastos Públicos. Em abril de 2017 foi contrário à Reforma Trabalhista. Em agosto de 2017 votou a favor do processo em que se pedia abertura de investigação do presidente Michel Temer.
Em 2022, assumiu a liderança da oposição ao Governo Bolsonaro na Câmara dos Deputados, sucedendo o deputado Alessandro Molon (PSB). O bloco era formado pelo Partido dos Trabalhadores (PT), Partido Socialista Brasileiro (PSB), PDT, Partido Socialismo e Liberdade (PSOL), Partido Comunista do Brasil (PCdoB) e Rede Sustentabilidade (REDE). No mesmo ano, disputou a reeleição conquistando 63.242 votos, mas não obteve êxito.

### Ministério da Previdência
Em fevereiro de 2023, foi nomeado para o cargo de secretário-executivo do Ministério da Previdência Social.
Em 2 de maio de 2025, foi nomeado como novo ministro da Previdência Social. Foi convidado após Carlos Lupi pedir demissão da chefia da pasta, em meio às investigações sobre descontos indevidos em aposentadorias e pensões do Instituto Nacional do Seguro Social (INSS).
De acordo com o Metrópoles, no dia 12 de janeiro de 2023 Wolney Queiroz na época ocupando cargo de deputado federal reuniu-se com o lobista Antônio Carlos Camilo Antunes, o "Careca do INSS", dentro do ministério no início do governo Lula, em janeiro de 2023. O encontro contou com a participação de três ex-diretores do INSS investigados por terem recebido propina para favorecer entidades envolvidas nas fraudes dos descontos indevidos contra aposentados. Além do Careca do INSS, estavam na reunião os então diretores do INSS André Fidelis e Alexandre Guimarães, e o procurador-geral do órgão, Virgílio Oliveira Filho, afastado do cargo em abril por decisão judicial. O encontro não consta na agenda oficial de nenhum deles.